# Eset (královna)
| st | t | H8 |

| st | t | H8 |

Eset (nebo Iset, Isis) byla egyptskou královnou 18. dynastie, pojmenovaná po bohyni Eset. Byla druhou manželkou a konkubínou Thutmose II.

## Život
Eset byla matkou Thutmose III., jediného syna faraona Thutmose II. Její syn zemřel v roce 1425 př. n. l. a její jméno je zmíněno na jeho obinadlech na mumii a na soše v Karnaku.
Ačkoli je v těchto zmínkách Eset titulována jako Velká královská manželka, během vlády Thutmose II. byla Velkou královskou manželkou Hatšepsut. Thutmose II. zemřel v roce 1479 př. n. l. a Hatšepsut se stala regentkou za mladého krále Thutmose III.
Hatšepsut vládla jako faraon do své smrti v roce 1458 př. n. l., poté se stal její spolu regent Thutmose III. králem. Eset přijala titul Králova matka.
V době, kdy se stal Thutmose III. faraonem, byla Božskou manželkou Nefrure, dcera Hatšepsut a Thutmose II. V této roli byla po celou dobu matčiny vlády. Nefrure se mohla za Thutmose III. provdat, ale jediným důkazem je stéla, která ukazuje královnu Satiu, jejíž jméno mohlo být vytesáno přes jméno jiné královny. Velká královská manželka Merytre-Hatšepsut se stala matkou faraonova nástupce.
Esetin syn Thutmose III. nechal svou matku několikrát vyobrazit na své hrobce v Údolí králů. Na jednom z pilířů v KV34 je vyobrazení krále s několika ženskými členy rodiny. Jeho matka královna Eset je tam zřetelným prvkem.
Královna Eset je také zobrazena za svým synem na lodi. Je označena štítkem Králova matka Eset. Za králem jsou vidět tři z jeho manželek: královna Merytre, Sitiah, Nebtu a jeho dcera Nefertari.
Není známo, zda byla Eset druhou manželkou nebo konkubínou faraona Thutmose II. Přijala také titul Božská manželka, ale to pravděpodobně posmrtně.